# Paradoxe des pesticides
Le paradoxe des pesticides est un paradoxe selon lequel l'application d'un pesticide pour combattre un ravageur peut, en réalité, augmenter son abondance si le pesticide perturbe la dynamique naturelle prédateur-proie dans l'écosystème.
Le paradoxe ne peut se produire que si le parasite ciblé a un prédateur naturel qui est également affecté par le pesticide.

## Équation de Lotka-Volterra
Pour décrire mathématiquement le paradoxe des pesticides, on fait appel aux équations de Lotka-Volterra, ensemble d'équations différentielles de premier ordre, non linéaires, fréquemment utilisées pour décrire les interactions prédateur-proie. Elles peuvent être modifiées pour prendre en compte l'ajout des pesticides dans les interactions prédateur-proie.

### Sans pesticides
Les variables sont les suivantes :
{\displaystyle {\begin{aligned}H&={\text{population des proies à un moment donné}}\\P&={\text{population de prédateurs à un moment donné}}\\c&={\text{constante de capture}}\\r&={\text{taux de croissance de la population des proies}}\\a&={\text{fraction d'énergie des proies assimilée par les prédateurs et transformée en nouveaux prédateurs}}\\m&={\text{taux de mortalité des prédateurs}}\\\end{aligned}}}
Les deux équations suivantes sont les équations de Lotka-Volterra originales, qui décrivent la vitesse de variation de chacune des deux populations en fonction de la population de l'autre organisme :
{\displaystyle {\begin{aligned}{\frac {dH}{dt}}&=rH-cHP\\{\frac {dP}{dt}}&=acHP-mP\\\end{aligned}}}
En mettant chaque équation à zéro, donc dans l'hypothèse d'une population stable, un graphique de deux lignes (isoclines) peut être tracé pour trouver le point d'équilibre, c'est-à-dire le point où les deux populations en interaction sont stables.
Voici les isoclines des deux équations ci-dessus :
{\displaystyle P={\frac {r}{c}}\quad {\text{et}}\quad H={\frac {m}{ac}}}

### Prise en compte des pesticides

Isoclines prédateurs-proies avant et après l'application des pesticides : l'abondance des ravageurs a augmenté.

Pour tenir compte de la différence dans la dynamique des populations de prédateurs et de proies qui résulte de l'ajout de pesticides, la variable q est ajoutée pour représenter le taux per capita auquel les deux espèces sont tuées par le pesticide. Les équations de Lotka-Volterra originales sont modifiées comme suit:
{\displaystyle {\begin{aligned}{\frac {dH}{dt}}&=H(r-cP-q)\\{\frac {dP}{dt}}&=P(acH-m-q)\\\end{aligned}}}
En résolvant les isoclines comme on l'a fait ci-dessus, les équations suivantes représentent les deux lignes dont l'intersection représente le nouveau point d'équilibre. Ce sont les nouvelles isoclines des deux populations :
{\displaystyle P={\frac {r-q}{c}}\quad {\text{et}}\quad H={\frac {m+q}{ac}}}
Comme on peut le voir avec les nouvelles isoclines, le nouvel équilibre aura une valeur de H supérieure et une valeur de P inférieure de sorte que le nombre de proies augmente alors que le nombre de prédateurs diminue. Ainsi les proies, normalement ciblées par le pesticide, ont au contraire été favorisées.
Une alternative crédible et simple au modèle prédateur-proie de Lotka-Volterra et à ses généralisations communes de proies-dépendantes est le modèle ratio-dépendant ou modèle d'Arditi-Ginzburg.
Ces deux modèles sont aux extrêmes du spectre des modèles d'interférence des prédateurs.
Selon les auteurs du second modèle, les véritables interactions dans la nature sont si éloignées du modèle Lotka-Volterra, l'autre extrême sur le spectre d'interférence, que ce modèle doit simplement être écarté comme mauvais. La réalité est beaucoup plus proche du modèle ratio-dépendant, donc si un modèle simple est nécessaire, le modèle Arditi-Ginzburg est préférable comme première approximation.

## Preuves empiriques
Le paradoxe a été documenté à plusieurs reprises dans l'histoire de la lutte antiparasitaire. Les acariens prédateurs, par exemple, attaquent naturellement les acariens phytophages, qui sont des ravageurs communs des vergers de pommiers. Le traitement des vergers tue les acariens, mais l'effet d'une moindre prédation est plus important que celui du pesticide, et les populations d'acariens phytophages augmentent en abondance.
L'effet a également été observé sur le riz, comme le rapporte l'Institut international de recherche sur le riz, qui a noté des baisses importantes dans les populations de ravageurs quand on a cessé d'appliquer des pesticides.

## Phénomènes connexes
Des études récentes suggèrent qu'un tel paradoxe pourrait ne pas être nécessairement causé par la réduction de la population des prédateurs, par exemple lorsqu'elle est affaiblie à l'aide de pesticides.
La population-hôte est réduite au moment du traitement, et simultanément l'effet de densité intraspécifique est affaibli.
La compétition intraspécifique représente la concurrence entre individus d'une même espèce. Lorsque la densité de population est élevée et que ressources sont par conséquent relativement rares, chaque individu a un accès réduit aux ressources et à l'énergie nécessaires pour la croissance, la survie et la reproduction. Cela entraîne une diminution du taux de survie ou une augmentation de la mortalité.
La compétition intraspécifique augmente avec la densité. On pourrait penser qu'une diminution de la population (en raison d'un traitement par exemple) puisse diminuer la densité de la population et réduire la compétition intraspécifique, ce qui conduirait à un taux de mortalité plus faible parmi la population des proies.
Des études montrent également que les effets directs sur la population des prédateurs, liés au traitement des proies, ne sont pas nécessaires pour observer le paradoxe.
On a montré que l'affaiblissement de la population de proies peut déclencher une réduction du taux de reproduction des prédateurs, ce qui abaisse le niveau d'équilibre des prédateurs. Ainsi, les changements dans la stratégie du cycle de vie (modèles de croissance, de reproduction et de survie) peuvent également contribuer au paradoxe.
Apparemment le paradoxe peut s'expliquer par les effets indirects du traitement sur les interactions écologiques entre proies et prédateurs : réduction de l'effet de densité intraspécifique chez les proies et réduction du taux de reproduction des prédateurs. Le premier améliore le rétablissement de la population des proies, et le dernier diminue le niveau de la population d'équilibre des prédateurs.

## Implications
Le paradoxe implique le besoin de pesticides plus spécialisés, conçus spécifiquement pour l'organisme ciblé. Si le pesticide ne peut réduire efficacement que la population des proies, la population des prédateurs restera largement inchangée, sauf que ses ressources alimentaire sont modifiées. Les pesticides à large spectre sont plus susceptibles d'induire le paradoxe et de provoquer une augmentation de la population cible des ravageurs en tuant ses prédateurs. Dans certains cas, cependant, si le prédateur est étroitement lié à l'organisme nuisible cible, même des pesticides à spectre étroit peuvent être insuffisants.

## Solutions
Pour faire face à ce paradoxe, les producteurs peuvent se tourner vers la lutte intégrée, approche écologique de gestion des bioagresseurs qui tient compte des interactions entre les parasites et leur environnement.
La lutte intégrée fait appel à diverses méthodes, dont certaines ont recours à des dispositifs de piégeage mécanique ou à l'augmentation de l'abondance des prédateurs naturels.
La lutte intégrée est aussi souvent vantée pour ses avantages environnementaux et sanitaires, car elle évite ou limite l'utilisation de pesticides chimiques.